# Climax (Kansas)
Climax – miasto w Stanach Zjednoczonych, w stanie Kansas, w hrabstwie Greenwood.